# NBA ShootOut '97
NBA ShootOut '97 é um jogo eletrônico de basquetebol, sendo o segundo da série NBA ShootOut, foi desenvolvido pela SCE Studios Soho e publicado pela Sony Computer Entertainment exclusivamente para o PlayStation.[carece de fontes?] Lançado em 14 de março de 1997, o game é baseado na reta final da temporada regular 1996–97 da NBA. Eddie Jones do Los Angeles Lakers serve como atleta de capa do jogo, enquanto Toni Kukoč do Chicago Bulls é o atleta de capa para a “rara versão Limited Edition” lançada em dezembro daquele mesmo ano.